# Onychomys torridus
Espèce
Statut de conservation UICN

 LC  : Préoccupation mineure
Onychomys torridus dite souris sauterelle du sud, est une espèce de mammifères rongeurs de la famille des Cricétidés.
Les « souris sauterelles » sont également appelées souris scorpion (États-Unis). Elles peuvent tuer et manger des scorpions, en les saisissant par leur queue venimeuse et en leur donnant le coup de grâce à la tête. Elles s'attaquent également aux coléoptères qui sécrètent les produits chimiques défensifs du bout de l'abdomen, en les bloquant au sol, puis en frappant un grand coup à la tête. Des trois espèces des « souris sauterelle », c’est la souris sauterelle du sud qui habite les régions les plus sèches. Bien qu'elle n'ait pas les adaptations physiologiques des quelques autres rongeurs du désert, tels que les rats kangourou ou les « souris de poche », elle peut obtenir assez d'eau des corps de sa proie (arthropodes et petits mammifères) et vivre sans eau potable.

## Description
Elle mesure entre 9 et 13 cm de long pour la tête et le corps. La queue mesure 3 à 6 cm. Elle pèse 22 g en moyenne.

## Comportement
Cette espèce est nocturne et solitaire.

## Répartition et habitat
Il vit dans le sud-ouest des États-Unis et dans le nord-ouest du Mexique. On le trouve dans les déserts xériques, sur les sols rocheux et dans les semi-déserts.